# Élections municipales de 2017 dans La Mitis
Pour un article plus général, voir Élections municipales de 2017 dans le Bas-Saint-Laurent.
Cet article concerne les élections municipales de 2017 dans le Bas-Saint-Laurent dans la municipalité régionale de comté de La Mitis.

## Grand-Métis
| Candidats pour la mairie | Vote            | %               |
| ------------------------ | --------------- | --------------- |
| Rodrigue Roy (Sortant)   | Sans opposition | Sans opposition |

| Candidats conseiller #1 | Vote            | %               |
| ----------------------- | --------------- | --------------- |
| Suzie Ouellet           | Sans opposition | Sans opposition |

| Candidats conseiller #2 | Vote            | %               |
| ----------------------- | --------------- | --------------- |
| Philippe Carroll        | Sans opposition | Sans opposition |

| Candidats conseiller #3 | Vote            | %               |
| ----------------------- | --------------- | --------------- |
| Jocelyn Fournier        | Sans opposition | Sans opposition |

| Candidats conseiller #4 | Vote | %     |
| ----------------------- | ---- | ----- |
| Denis Paquet            | 52   | 57,14 |
| Raymond L'Arrivée       | 39   | 42,86 |

| Candidats conseiller #5  | Vote            | %               |
| ------------------------ | --------------- | --------------- |
| Jacques Vachon (Sortant) | Sans opposition | Sans opposition |

| Candidats conseiller #6 | Vote            | %               |
| ----------------------- | --------------- | --------------- |
| Luc Fournier            | Sans opposition | Sans opposition |

- Élection partielle au poste de conseiller #4 le 6 mai 2018[1].
  - Élection organisée en raison de la démission du conseiller Denis Paquet[2].
  - Mme Lucienne Vignola Ouellet est élue conseillère #4[1]

| Candidats conseiller #4  | Vote | %   |
| ------------------------ | ---- | --- |
| Lucienne Vignola Ouellet | n/d  | n/d |
| Raymond L'Arrivée        | n/d  | n/d |

- Démission de Luc Fournier (conseiller #6) le 17 décembre 2018[3].

- Raymond L'Arrivée est élu conseiller #6 le 17 mars[4] et assermenté le 1er avril 2019[5].

| Candidats conseiller #6        | Vote | %    |
| ------------------------------ | ---- | ---- |
| Raymond L'Arrivée              | 32   | 71,1 |
| Jean-Yves Ouellet              | 13   | 28,9 |
| Participation : 45 / 249       |      |      |
| Taux de participation : 18,1 % |      |      |

## La Rédemption
| Candidats pour la mairie                        | Vote | %     |
| ----------------------------------------------- | ---- | ----- |
| Sonia Bérubé                                    | 134  | 50,95 |
| Madeleine Perreault (Sortante d'un autre poste) | 129  | 49,05 |
| Taux de participation : 66,9 %                  |      |       |

| Candidats conseiller #1 | Vote            | %               |
| ----------------------- | --------------- | --------------- |
| Steve Soucy             | Sans opposition | Sans opposition |

| Candidats conseiller #2 | Vote            | %               |
| ----------------------- | --------------- | --------------- |
| Manon Landry            | Sans opposition | Sans opposition |

| Candidats conseiller #3 | Vote            | %               |
| ----------------------- | --------------- | --------------- |
| André Fournier          | Sans opposition | Sans opposition |

| Candidats conseiller #4    | Vote | %     |
| -------------------------- | ---- | ----- |
| Raynald Bérubé             | 121  | 46,01 |
| Patricia Lavoie (Sortante) | 80   | 30,42 |
| Germain Picard             | 62   | 23,57 |

| Candidats conseiller #5                     | Vote | %     |
| ------------------------------------------- | ---- | ----- |
| Simon Chassé                                | 139  | 52,85 |
| Simon-Yvan Caron (Sortant d'un autre poste) | 124  | 47,15 |

| Candidats conseiller #6       | Vote | %     |
| ----------------------------- | ---- | ----- |
| Myriam Morissette             | 171  | 65,02 |
| Jean-Yves Deschênes (Sortant) | 92   | 34,98 |

- Démission de Simon Chassé (conseiller #5) le 25 mai 2020[6].

- Simon-Yvan Caron siège au conseil à titre de conseiller #5 à partir du 8 décembre 2020[7].

| Candidats conseiller #5 | Vote | % |
| ----------------------- | ---- | - |
| Simon-Yvan Caron        |      |   |

- Démission de la mairesse Sonia Bérubé le 26 avril 2021[8].

- Simon-Yvan Caron (conseiller #5) et élu sans opposition maire par le conseil municipal le 22 avril 2021[9].

| Candidats pour la mairie Élection par le conseil | Vote            | %               |
| ------------------------------------------------ | --------------- | --------------- |
| Simon-Yvan Caron                                 | Sans opposition | Sans opposition |

- Démission d'André Fournier (conseiller #3) pour cause de perte de confiance envers l'administration du maire le 21 juin 2021[10].

## Les Hauteurs
| Candidats pour la mairie  | Vote            | %               |
| ------------------------- | --------------- | --------------- |
| Gitane Michaud (Sortante) | Sans opposition | Sans opposition |

| Candidats conseiller #1    | Vote            | %               |
| -------------------------- | --------------- | --------------- |
| Étienne Bélanger (Sortant) | Sans opposition | Sans opposition |

| Candidats conseiller #2 | Vote            | %               |
| ----------------------- | --------------- | --------------- |
| Steeve Michaud          | Sans opposition | Sans opposition |

| Candidats conseiller #3                   | Vote | %     |
| ----------------------------------------- | ---- | ----- |
| Rachel Tardif (Sortante d'un autre poste) | 110  | 76,39 |
| Serge Michaud                             | 34   | 23,61 |

| Candidats conseiller #4 | Vote            | %               |
| ----------------------- | --------------- | --------------- |
| François St-Laurent     | Sans opposition | Sans opposition |

| Candidats conseiller #5     | Vote            | %               |
| --------------------------- | --------------- | --------------- |
| Jean-Rock Michaud (Sortant) | Sans opposition | Sans opposition |

| Candidats conseiller #6 | Vote            | %               |
| ----------------------- | --------------- | --------------- |
| Donald Lavoie (Sortant) | Sans opposition | Sans opposition |

- Décès d'Étienne Bélanger (conseiller #1) peu avant le 4 décembre 2017[11].

- Emmanuel Bélanger siège au conseil à titre de conseiller #1 à partir du 5 février 2018[12].

| Candidats conseiller #1 | Vote | % |
| ----------------------- | ---- | - |
| Emmanuel Bélanger       |      |   |

## Mont-Joli
| Candidats pour la mairie       | Vote  | %     |
| ------------------------------ | ----- | ----- |
| Martin Soucy                   | 1 762 | 72,18 |
| Kédina Fleury-Samson           | 679   | 27,82 |
| Taux de participation : 49,1 % |       |       |

| Candidats conseiller #1 | Vote | %     |
| ----------------------- | ---- | ----- |
| Gilles Lavoie (Sortant) | 191  | 50,86 |
| Michel Gendron          | 186  | 49,34 |

| Candidats district #2    | Vote | %     |
| ------------------------ | ---- | ----- |
| Annie Blais              | 250  | 60,98 |
| Normand Gagnon (Sortant) | 160  | 39,02 |

| Candidats district #3     | Vote | %     |
| ------------------------- | ---- | ----- |
| Robin Guy                 | 268  | 60,63 |
| Georges Jalbert (Sortant) | 174  | 39,37 |

| Candidats district #4                    | Vote | %     |
| ---------------------------------------- | ---- | ----- |
| Jean-Pierre Labonté (Sortant)            | 143  | 34,46 |
| Mathieu Morissette                       | 140  | 33,73 |
| Jacques Dumas (Sortant d'un autre poste) | 132  | 31,81 |

| Candidats district #5 | Vote            | %               |
| --------------------- | --------------- | --------------- |
| Alain Thibault        | Sans opposition | Sans opposition |

| Candidats district #6 | Vote | %     |
| --------------------- | ---- | ----- |
| Daniel Dubé (Sortant) | 249  | 68,03 |
| Bérard Dupéré         | 117  | 31,97 |

## Métis-sur-Mer
| Candidats pour la mairie        | Vote | %     |
| ------------------------------- | ---- | ----- |
| Carolle-Anne Dubé               | 184  | 50,27 |
| Jean-Pierre Pelletier (Sortant) | 182  | 49,73 |
| Taux de participation : 63,2 %  |      |       |

| Candidats conseiller #1   | Vote | %     |
| ------------------------- | ---- | ----- |
| Luc Hamelin               | 186  | 52,54 |
| Normand Provost (Sortant) | 168  | 47,46 |

| Candidats conseiller #2     | Vote            | %               |
| --------------------------- | --------------- | --------------- |
| Martine Bouchard (Sortante) | Sans opposition | Sans opposition |

| Candidats conseiller #3 | Vote            | %               |
| ----------------------- | --------------- | --------------- |
| Simon Brochu (Sortant)  | Sans opposition | Sans opposition |

| Candidats conseiller #4 | Vote | %     |
| ----------------------- | ---- | ----- |
| René Lepage             | 145  | 40,17 |
| Nathalie Rousseau       | 123  | 34,07 |
| Micheline Williams      | 93   | 25,76 |

| Candidats conseiller #5    | Vote | %     |
| -------------------------- | ---- | ----- |
| Raynald Banville (Sortant) | 186  | 50,96 |
| Éric Ratté                 | 179  | 49,04 |

| Candidats conseiller #6    | Vote            | %               |
| -------------------------- | --------------- | --------------- |
| Rita D. Turriff (Sortante) | Sans opposition | Sans opposition |

- Démission de René Lepage (conseiller #4) peu avant le 14 septembre 2020[13].

- Christopher Astle siège au conseil à titre de conseiller #4 dès le 7 décembre 2020[14].

| Candidats conseiller #6 | Vote | % |
| ----------------------- | ---- | - |
| Christopher Astle       |      |   |

## Padoue
| Candidats pour la mairie  | Vote            | %               |
| ------------------------- | --------------- | --------------- |
| Gilles Laflamme (Sortant) | Sans opposition | Sans opposition |

| Candidats conseiller #1     | Vote            | %               |
| --------------------------- | --------------- | --------------- |
| Réjeanne Ouellet (Sortante) | Sans opposition | Sans opposition |

| Candidats conseiller #2    | Vote            | %               |
| -------------------------- | --------------- | --------------- |
| Clémence Lavoie (Sortante) | Sans opposition | Sans opposition |

| Candidats conseiller #3  | Vote            | %               |
| ------------------------ | --------------- | --------------- |
| Yannick Fortin (Sortant) | Sans opposition | Sans opposition |

| Candidats conseiller #4 | Vote | % |
| ----------------------- | ---- | - |
| Aucune candidature      |      |   |

| Candidats conseiller #5 | Vote            | %               |
| ----------------------- | --------------- | --------------- |
| François Doré (Sortant) | Sans opposition | Sans opposition |

| Candidats conseiller #6  | Vote            | %               |
| ------------------------ | --------------- | --------------- |
| Bertrand Caron (Sortant) | Sans opposition | Sans opposition |

- Le poste de conseiller #4 est comblé par Lucette Algerson entre novembre 2017 et décembre 2018[15].

- Démission de Yannick Fortin (conseiller #3) vers la fin 2020/début 2021.

## Price
| Candidats pour la mairie                 | Vote            | %               |
| ---------------------------------------- | --------------- | --------------- |
| Bruno Paradis (Sortant d'un autre poste) | Sans opposition | Sans opposition |

| Candidats conseiller #1 | Vote            | %               |
| ----------------------- | --------------- | --------------- |
| Nancy Banville          | Sans opposition | Sans opposition |

| Candidats conseiller #2 | Vote            | %               |
| ----------------------- | --------------- | --------------- |
| Nancy Dubé              | Sans opposition | Sans opposition |

| Candidats conseiller #3    | Vote            | %               |
| -------------------------- | --------------- | --------------- |
| Ghislain Michaud (Sortant) | Sans opposition | Sans opposition |

| Candidats conseiller #4 | Vote | %     |
| ----------------------- | ---- | ----- |
| Michel Imbeault         | 231  | 59,23 |
| René Joseph             | 159  | 40,77 |

| Candidats conseiller #5        | Vote            | %               |
| ------------------------------ | --------------- | --------------- |
| Mathieu Lajoie-Gagné (Sortant) | Sans opposition | Sans opposition |

| Candidats conseiller #6  | Vote | %     |
| ------------------------ | ---- | ----- |
| Lise Lévesque (Sortante) | 299  | 77,06 |
| David Pagé               | 89   | 22,94 |

- Élection partielle au poste de conseiller #2 le 24 novembre 2019[16].
  - Organisée en raison de la démission de Nancy Dubé le 16 septembre 2019[16].
  - Élection de Marie-Renée Savard au poste de conseillère #2.

| Candidats conseiller #2 | Vote | % |
| ----------------------- | ---- | - |
| Marie-Renée Savard      |      |   |

- Démission de Ghislain Michaud (conseiller #3) peu avant le 12 avril 2021[17].

## Saint-Charles-Garnier
| Candidats pour la mairie       | Vote | %     |
| ------------------------------ | ---- | ----- |
| Jean-Pierre Bélanger (Sortant) | 98   | 56,32 |
| Francis Proulx                 | 76   | 43,68 |
| Taux de participation : 76,1 % |      |       |

| Candidats conseiller #1              | Vote            | %               |
| ------------------------------------ | --------------- | --------------- |
| Bruno Roy (Sortant d'un autre poste) | Sans opposition | Sans opposition |

| Candidats conseiller #2    | Vote            | %               |
| -------------------------- | --------------- | --------------- |
| Gérard-Philippe Desjardins | Sans opposition | Sans opposition |

| Candidats conseiller #3 | Vote            | %               |
| ----------------------- | --------------- | --------------- |
| André Blouin            | Sans opposition | Sans opposition |

| Candidats conseiller #4    | Vote            | %               |
| -------------------------- | --------------- | --------------- |
| Rodrigue Ouellet (Sortant) | Sans opposition | Sans opposition |

| Candidats conseiller #5 | Vote | % |
| ----------------------- | ---- | - |
| Aucune candidature      |      |   |

| Candidats conseiller #6 | Vote            | %               |
| ----------------------- | --------------- | --------------- |
| Gervais Parent          | Sans opposition | Sans opposition |

- Le poste de conseiller #5 est comblé par Denis Blanchette entre novembre 2017 et décembre 2018[18].

## Saint-Donat
| Candidats pour la mairie       | Vote | %     |
| ------------------------------ | ---- | ----- |
| André Lechasseur               | 200  | 59,88 |
| Olivier Gillet (Sortant)       | 134  | 40,12 |
| Taux de participation : 45,0 % |      |       |

| Candidats conseiller #1 | Vote | %     |
| ----------------------- | ---- | ----- |
| Étienne Rioux           | 197  | 61,18 |
| Jeannot Fournier        | 125  | 38,82 |

| Candidats conseiller #2 | Vote            | %               |
| ----------------------- | --------------- | --------------- |
| Jinny Bouchard          | Sans opposition | Sans opposition |

| Candidats conseiller #3 | Vote | %     |
| ----------------------- | ---- | ----- |
| Simon Côté              | 240  | 74,07 |
| Carol Lebel             | 84   | 25,93 |

| Candidats conseiller #4 | Vote            | %               |
| ----------------------- | --------------- | --------------- |
| Réjean Hallé (Sortant)  | Sans opposition | Sans opposition |

| Candidats conseiller #5                  | Vote            | %               |
| ---------------------------------------- | --------------- | --------------- |
| Claude Gagnon (Sortant d'un autre poste) | Sans opposition | Sans opposition |

| Candidats conseiller #6 | Vote | %     |
| ----------------------- | ---- | ----- |
| Pascal Rioux            | 228  | 71,70 |
| Alain Thibault          | 90   | 28,30 |

- Démission de Claude Gagnon (conseiller #5) en avril-mai 2018 pour accepter le poste de directeur-général[19].

- Patrick Lavoie entre au conseil municipal à titre de conseiller #5 le 4 septembre 2018[20].

| Candidats conseiller #5 | Vote | % |
| ----------------------- | ---- | - |
| Patrick Lavoie          |      |   |

## Saint-Gabriel-de-Rimouski
| Candidats pour la mairie    | Vote            | %               |
| --------------------------- | --------------- | --------------- |
| Georges Deschênes (Sortant) | Sans opposition | Sans opposition |

| Candidats conseiller #1     | Vote            | %               |
| --------------------------- | --------------- | --------------- |
| Sylvain Deschenes (Sortant) | Sans opposition | Sans opposition |

| Candidats conseiller #2 | Vote | % |
| ----------------------- | ---- | - |
| Aucune candidature      |      |   |

| Candidats conseiller #3      | Vote            | %               |
| ---------------------------- | --------------- | --------------- |
| Stéphane Deschênes (Sortant) | Sans opposition | Sans opposition |

| Candidats conseiller #4 | Vote            | %               |
| ----------------------- | --------------- | --------------- |
| Guillaume Lavoie        | Sans opposition | Sans opposition |

| Candidats conseiller #5 | Vote            | %               |
| ----------------------- | --------------- | --------------- |
| Serge Fournier          | Sans opposition | Sans opposition |

| Candidats conseiller #6 | Vote            | %               |
| ----------------------- | --------------- | --------------- |
| Bianca Gagnon           | Sans opposition | Sans opposition |

- Le poste de conseiller #2 est comblé par Étienne Lévesque entre novembre 2017 et décembre 2018[21].

## Saint-Joseph-de-Lepage
| Candidats pour la mairie                       | Vote | %     |
| ---------------------------------------------- | ---- | ----- |
| Magella Roussel (Sortant d'un autre poste)     | 160  | 51,61 |
| Johanne Morissette (Sortante d'un autre poste) | 150  | 48,39 |
| Taux de participation : 70,2 %                 |      |       |

| Candidats conseiller #1    | Vote            | %               |
| -------------------------- | --------------- | --------------- |
| Ghislain Vignola (Sortant) | Sans opposition | Sans opposition |

| Candidats conseiller #2 | Vote            | %               |
| ----------------------- | --------------- | --------------- |
| Yann-Erick Pelletier    | Sans opposition | Sans opposition |

| Candidats conseiller #3 | Vote            | %               |
| ----------------------- | --------------- | --------------- |
| Hugo Béland             | Sans opposition | Sans opposition |

| Candidats conseiller #4 | Vote            | %               |
| ----------------------- | --------------- | --------------- |
| Josée Martin            | Sans opposition | Sans opposition |

| Candidats conseiller #5      | Vote            | %               |
| ---------------------------- | --------------- | --------------- |
| Myriam St-Laurent (Sortante) | Sans opposition | Sans opposition |

| Candidats conseiller #6    | Vote            | %               |
| -------------------------- | --------------- | --------------- |
| Jasmin Couturier (Sortant) | Sans opposition | Sans opposition |

- Élection partielle au poste de conseiller #1 le 13 décembre 2020[22].
  - Organisée en raison de la démission du conseiller Sylvain Vignola en avril-mai 2020[23].
  - Sylvain Claveau devient conseiller #1 en novembre 2020[24].

| Candidats conseiller #1 | Vote | % |
| ----------------------- | ---- | - |
| Sylvain Claveau         |      |   |

- Démission de Myriam St-Laurent (conseillère #5) le 17 mars 2021[25].

- Vacance du poste de conseiller #3 (Hugo Béland)[25].

## Saint-Octave-de-Métis
| Candidats pour la mairie       | Vote | %     |
| ------------------------------ | ---- | ----- |
| Martin Reid                    | 139  | 52,06 |
| Guillaume Bérubé (Sortant)     | 128  | 47,94 |
| Taux de participation : 65,8 % |      |       |

| Candidats conseiller #1 | Vote | %     |
| ----------------------- | ---- | ----- |
| Sabrina Dubé            | 206  | 78,33 |
| Marc Fournier (Sortant) | 57   | 21,67 |

| Candidats conseiller #2    | Vote            | %               |
| -------------------------- | --------------- | --------------- |
| Yolaine Michaud (Sortante) | Sans opposition | Sans opposition |

| Candidats conseiller #3 | Vote            | %               |
| ----------------------- | --------------- | --------------- |
| Frédéric Richard        | Sans opposition | Sans opposition |

| Candidats conseiller #4 | Vote | %     |
| ----------------------- | ---- | ----- |
| Dany Joseph             | 145  | 55,13 |
| Alain Boulay (Sortant)  | 118  | 44,87 |

| Candidats conseiller #5   | Vote | %     |
| ------------------------- | ---- | ----- |
| Yvon Morissette (Sortant) | 194  | 73,48 |
| Jean-Louis Fortin         | 70   | 26,52 |

| Candidats conseiller #6   | Vote            | %               |
| ------------------------- | --------------- | --------------- |
| Annie Fournier (Sortante) | Sans opposition | Sans opposition |

## Sainte-Angèle-de-Mérici
| Michel Côté                    | 324 | 72,97 |
| Alain Carrier (Sortant)        | 120 | 27,03 |
| Taux de participation : 55,7 % |     |       |

| Candidats conseiller #1 | Vote | %     |
| ----------------------- | ---- | ----- |
| Dolorès Bélanger        | 232  | 52,85 |
| Réjean Ouellet          | 207  | 47,15 |

| Candidats conseiller #2    | Vote | %     |
| -------------------------- | ---- | ----- |
| Myleine Gauthier (Sortant) | 260  | 58,69 |
| Rose-Anne Proulx           | 183  | 41,31 |

| Candidats conseiller #3   | Vote | %     |
| ------------------------- | ---- | ----- |
| Francine Bezeau           | 180  | 41,10 |
| Bertrand Lavoie (Sortant) | 180  | 41,10 |
| Henri-Paul Valcourt       | 78   | 17,81 |

| Candidats conseiller #4       | Vote | %     |
| ----------------------------- | ---- | ----- |
| Marie-France Dupont (Sortant) | 257  | 58,94 |
| Nathalie Charest              | 179  | 41,06 |

| Candidats conseiller #5 | Vote            | %               |
| ----------------------- | --------------- | --------------- |
| Réginald Dionne         | Sans opposition | Sans opposition |

| Candidats conseiller #6   | Vote | %     |
| ------------------------- | ---- | ----- |
| Stéphane St-Onge          | 233  | 52,32 |
| Robin Deschênes (Sortant) | 204  | 46,68 |

- Démission de Stéphane St-Onge (conseiller #6) avant novembre 2019[26].

- Élection de Carole Ferraris au poste de conseiller #6 le 3 novembre 2019[26].

| Candidats conseiller #6 | Vote | %   |
| ----------------------- | ---- | --- |
| Carole Ferraris         | n/d  | >80 |
| Réjean Ouellet          | n/d  | <20 |

- Nomination au poste de maire par le conseil municipal le 8 juin 2021[27]
  - Rendue nécessaire en raison de la démission du maire Michel Côté durant la semaine du 31 mai 2021[27].
  - Élection de Réginald Dionne (conseiller #5) au poste de maire[27].

| Candidats pour la mairie (Nomination par le conseil) | Vote | % |
| ---------------------------------------------------- | ---- | - |
| Réginald Dionne                                      | 4    |   |
| Myleine Gauthier                                     | 2    |   |

## Sainte-Flavie
| Candidats pour la mairie | Vote            | %               |
| ------------------------ | --------------- | --------------- |
| Jean-François Fortin     | Sans opposition | Sans opposition |

| Candidats conseiller #1   | Vote | %     |
| ------------------------- | ---- | ----- |
| Lynn Robitaille (Sortant) | 173  | 52,27 |
| Jennie Fortier            | 158  | 47,73 |

| Candidats conseiller #2 | Vote            | %               |
| ----------------------- | --------------- | --------------- |
| Louise Dubé (Sortante)  | Sans opposition | Sans opposition |

| Candidats conseiller #3 | Vote            | %               |
| ----------------------- | --------------- | --------------- |
| Michel Hudon (Sortant)  | Sans opposition | Sans opposition |

| Candidats conseiller #4   | Vote            | %               |
| ------------------------- | --------------- | --------------- |
| Agathe Lévesque (Sortant) | Sans opposition | Sans opposition |

| Candidats conseiller #5 | Vote | %     |
| ----------------------- | ---- | ----- |
| Robin Boucher (Sortant) | 245  | 72,49 |
| Charles-Olivier Binet   | 93   | 27,51 |

| Candidats conseiller #6                          | Vote | %     |
| ------------------------------------------------ | ---- | ----- |
| Rose-Marie Gallagher (Sortante d'un autre poste) | 223  | 65,59 |
| Marleine Guimond                                 | 117  | 34,41 |

- Démission de Rose-Marie Gallagher (conseillère #6), ancienne mairesse de 2013 à 2017, en 2020.

## Sainte-Jeanne-d'Arc
| Candidats pour la mairie   | Vote            | %               |
| -------------------------- | --------------- | --------------- |
| Maurice Chrétien (Sortant) | Sans opposition | Sans opposition |

| Candidats conseiller #1 | Vote            | %               |
| ----------------------- | --------------- | --------------- |
| Karène Langlois         | Sans opposition | Sans opposition |

| Candidats conseiller #2 | Vote            | %               |
| ----------------------- | --------------- | --------------- |
| Michel Paris (Sortant)  | Sans opposition | Sans opposition |

| Candidats conseiller #3   | Vote | %     |
| ------------------------- | ---- | ----- |
| René Desrosiers (Sortant) | 85   | 63,43 |
| Stéphane Boucher          | 49   | 36,57 |

| Candidats conseiller #4 | Vote | %     |
| ----------------------- | ---- | ----- |
| Mathieu Pelletier       | 63   | 47,01 |
| Maurice Proulx          | 46   | 34,33 |
| Nadine Coulombe         | 25   | 18,66 |

| Candidats conseiller #5 | Vote            | %               |
| ----------------------- | --------------- | --------------- |
| David Pelletier         | Sans opposition | Sans opposition |

| Candidats conseiller #6 | Vote            | %               |
| ----------------------- | --------------- | --------------- |
| Robert Labrecque        | Sans opposition | Sans opposition |

- Démission de Robert Labrecque, conseiller #6, le 13 mars 2020[28].

- Michel Verrault devient conseiller #6 en mars 2019[29].

## Sainte-Luce
| Maïté Blanchette Vézina                      | 849 | 78,10 |
| Yves G. Ouellette (Sortant d'un autre poste) | 238 | 21,90 |
| Taux de participation : 45,6 %               |     |       |

| Candidats conseiller #1                | Vote | %     |
| -------------------------------------- | ---- | ----- |
| Gaston Rioux                           | 533  | 50,00 |
| Nathalie Pelletier (Sortante)          | 533  | 50,00 |
| Élection déterminée par tirage au sort |      |       |

| Candidats conseiller #2                    | Vote | %     |
| ------------------------------------------ | ---- | ----- |
| Roch Vézina                                | 576  | 54,70 |
| Pierre Beaulieu (Sortant d'un autre poste) | 477  | 45,30 |

| Candidats conseiller #3         | Vote            | %               |
| ------------------------------- | --------------- | --------------- |
| Stéphanie Gaudreault (Sortante) | Sans opposition | Sans opposition |

| Candidats conseiller #4    | Vote | %     |
| -------------------------- | ---- | ----- |
| Karine Ayotte              | 554  | 52,51 |
| Bernard-Antonin Dupont-Cyr | 501  | 47,49 |

| Candidats conseiller #5       | Vote | %     |
| ----------------------------- | ---- | ----- |
| Micheline Barriault           | 776  | 72,66 |
| Bertrand Lechasseur (Sortant) | 292  | 27,34 |

| Candidats conseiller #6 | Vote | %     |
| ----------------------- | ---- | ----- |
| Rémi-Jocelyn Côté       | 595  | 56,34 |
| Rodrigue St-Laurent     | 461  | 43,66 |

- Démission de la mairesse Maïté Blanchette Vézina en raison d'une nomination incompatible avec son poste le 23 avril 2021[31].
  - Micheline Barriault, conseillère #5, agit à titre de mairesse suppléante[31].
  - Roch Vézina, conseiller #2, est nommé maire par une majorité des voix du conseil municipal le 6 mai 2021[32].

| Candidats pour la mairie               | Vote                 | %                    |
| -------------------------------------- | -------------------- | -------------------- |
| Roch Vézina (Sortant d'un autre poste) | Nommé par le conseil | Nommé par le conseil |